# ارنستو لابارته
ارنستو لابارته (اسپانیایی: Ernesto Labarthe‎؛ زادهٔ ۲ ژوئن ۱۹۵۶) بازیکن فوتبال اهل پرو بود.
از باشگاه‌هایی که در آن بازی کرده‌است می‌توان به باشگاه فوتبال مونتری اشاره کرد.
وی همچنین در تیم ملی فوتبال پرو بازی کرده‌است.